# Mobvista
Mobvista（モビスタ）は中国の広州に本社を置くテクノロジープラットフォーム。2013年3月設立。ビッグデータ、人工知能、クラウドコンピューティングなどのテクノロジーを利用したサービスを提供している。
2018年12月に香港証券取引所（01860.HK）に上場しており  、中国インターネット協会が発表した『2019年中国インターネット企業トップ100』において60位にランクインした  。
2020年3月の組織改編を経て持株会社制へ移行し、それまでの顧客ビジネスをNativexへ移管している  。

## グループ企業

### Mintegral（ミンテグラル）
モバイル広告プラットフォーム。全世界のアプリパブリッシャーを対象に、ユーザー獲得・収益化・クリエイティブソリューションを提供している。 北京に本社を置き、世界に10拠点の支社がある。

### GameAnalytics（ゲームアナリティクス）
モバイルゲーム向けのアナリティクスプラットフォーム。全世界のゲーム開発者やパブリッシャーを対象に、ゲームプレイの改善、継続率の向上、収益の増大のための分析ツールを提供している。毎月平均17億人のプレーヤーを解析し、世界全体のゲーマーの3分の1以上の解析結果を提供している。

## 沿革
- 2013年：創業
- 2014年：シリーズAファンディングにて網易（ネットイース）を主要出資元にして1,200万ドルの資金調達に成功
- 2015年：プログラマティック・プラットフォーム「Mintegral（ミンテグラル）」を立ち上げ
- 2015年：シリーズBファンディングで4,000万ドルの追加資金調達に成功
- 2016年：Nativex（ネイティブエックス）とGameAnalytics（ゲームアナリティクス）を吸収合併 [4] [5]
- 2017年：日本法人を設立 [6]
- 2018年：Mintegral（ミンテグラル）を独立ブランド体制へ移行
- 2018年：香港証券取引所へ上場  [1]
- 2019年：中国インターネット協会が選ぶ中国インターネット企業トップ100で60位 [2]
- 2020年：持株会社制へ移行、顧客ビジネスをNaitivex（ネイティブエックス）へ移管 [3]